# Protea stokoei
Protea stokoei (лат.) — кустарник, вид рода Протея (Protea) семейства Протейные (Proteaceae), эндемик Южной Африки.

## Таксономия
Впервые вид описал южноафриканский ботаник Эдвин Перси Филлипс в 1923 году. Видовое название — в честь британского южноафриканского скалолаза и сборщика растений Томаса Пирсона Стокоу (1868—1959).

## Описание
Protea stokoei — прямостоячий кустарник, достигает 3,0 м в высоту и цветет с мая по октябрь. Лесные пожары уничтожают растение, но семена выживают. Семя хранится в колпаке и разносится ветром. Растение однополое. Опыление происходит благодаря птицам.

## Распространение и местообитание
Protea stokoei — эндемик Южной Африки. Встречается в горах Когельберг и Гринленд вокруг региона Элгин. Растёт во влажной, похожей на торф почве на высоте 900—1200 м.

## Охранный статус
Международный союз охраны природы классифицирует природоохранный статус вида как «вымирающий».